# U.S. Pro Tennis Championships 1974
Lo U.S. Pro Tennis Championships 1974  è stato un torneo di tennis giocato sulla terra rossa. È stata la 47ª edizione del torneo, che fa parte del Commercial Union Assurance Grand Prix 1974. Il torneo si è giocato al Longwood Cricket Club di Boston negli USA, dal 19 al 26 agosto 1974.

## Campioni

### Singolare maschile
Björn Borg ha battuto in finale  Tom Okker con il punteggio di 7–6, 6–1, 6–1

### Doppio maschile
Robert Lutz /  Stan Smith hanno battuto in finale  Hans-Jürgen Pohmann /  Marty Riessen con il punteggio di 3–6, 6–4, 6–3